# Mycetophila sororia
Mycetophila sororia är en tvåvingeart som beskrevs av Zaitzev 1998. Mycetophila sororia ingår i släktet Mycetophila och familjen svampmyggor. Inga underarter finns listade i Catalogue of Life.